# Марк Аний Флавий Либон
Марк Аний Флавий Либон (на латински: Marcus Annius Flavius Libo) е политик и сенатор на Римската империя през началото на 3 век.

## Биография
Либон произлиза от фамилията Ании от Испанска Бетика и е внук на Марк Аний Либон (суфектконсул 161 г.).
През 204 г. той е консул заедно с Луций Фабий Цилон.